# Enicospilus cruciator
Enicospilus cruciator là một loài tò vò trong họ Ichneumonidae.